# Gebäude des St. Georgshospital
Das Gebäude des St. Georgshospital (russisch Здание госпиталя Св. Георга) in Mamonowo ist eines der wenigen Gebäude, das an den deutschen Ort Heiligenbeil erinnert.

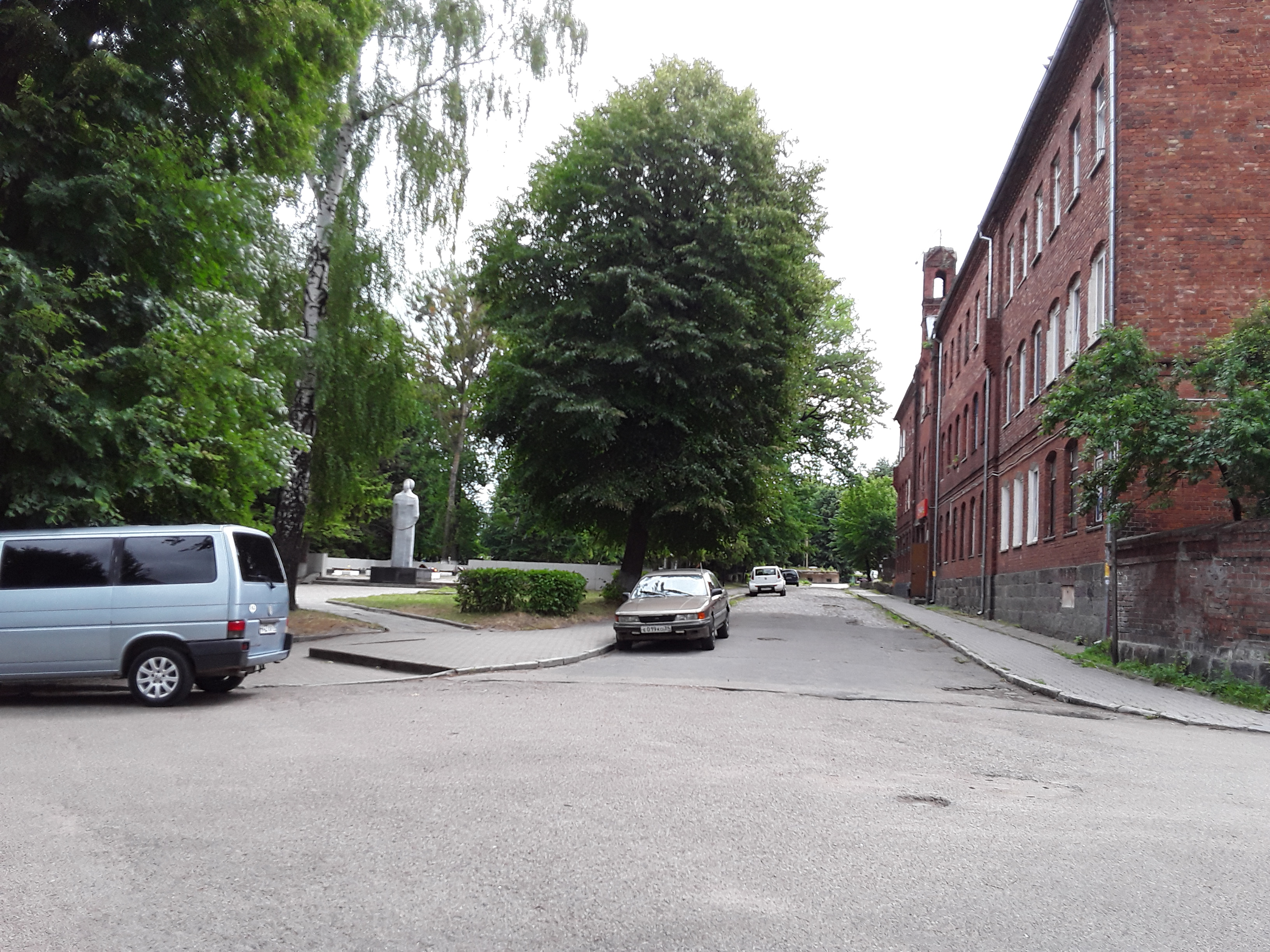
St. Georgshospital, Heiligenbeil

Das St. Georgenhospital ist bereits 1416 als Hospital erwähnt, zunächst nur für Aussätzige gedacht, später als Heim für mittellose Bürger genutzt. Es diente als Krankenhaus und Erziehungsanstalt. Der heute erhaltene Bau entstand 1865 am ehemaligen Feyerabendplatz. Dieser Platz war nach dem 1882 verstorbenen Bürgermeister von Heiligenbeil benannt. 

## Nachweise
- Stadtbild von Heiligenbeil. In: ostpreussen.net. Abgerufen am 8. Januar 2025.

Koordinaten: 54° 27′ 43,8″ N, 19° 56′ 24,5″ O